# Pseuderosia desmierdechenoni
Pseuderosia desmierdechenoni là một loài bướm đêm thuộc họ Drepanidae. Nó là loài đặc hữu của Sundaland.
Sải cánh dài 15–17 mm.
The larvae have been reared on Elaeis species.